# Elecciones regionales de Tacna de 2018
Las elecciones regionales de Tacna de 2018 se llevaron a cabo el 7 de octubre de 2018 para elegir al gobernador regional, al vicegobernador regional y al Consejo Regional para el periodo 2019-2022. Se celebró con elecciones regionales y municipales (provinciales y distritales) en todo el Perú. La segunda vuelta regional se llevó a cabo el 9 de diciembre de 2018.
Durante la primera vuelta, los candidatos Juan Tonconi Quispe (Acción por la Unidad Tacna) y Luis Torres Robledo (Movimiento Independiente Regional Fuerza Tacna) obtuvieron las dos primeras minorías y pasaron al balotaje. En este, Juan Tonconi Quispe obtuvo el 60.65% de votos válidos y resultó electo como gobernador regional de Tacna.

## Sistema electoral
El Gobierno Regional de Tacna es el órgano administrativo y de gobierno del departamento de Tacna. Está compuesto por el gobernador regional, el vicegobernador regional y el Consejo Regional.
La votación se realiza en base al sufragio universal, que comprende a todos los ciudadanos nacionales mayores de dieciocho años, empadronados y residentes en el departamento de Tacna y en pleno goce de sus derechos políticos.
El gobernador y vicegobernador regional son elegidos por sufragio directo. Para que un candidato sea proclamado ganador debe obtener no menos de 30 % de votos válidos. En caso ningún candidato logre ese porcentaje en la primera vuelta electoral, los dos candidatos más votados participan en una segunda vuelta o balotaje. No hay reelección inmediata de gobernadores regionales.
El Consejo Regional de Tacna está compuesto por 9 consejeros elegidos por sufragio directo para un período de cuatro (4) años. Cada provincia del departamento de Tacna constituye una circunscripción electoral. La votación es por lista cerrada y bloqueada. Se asigna a la lista ganadora los escaños según el método d'Hondt. La distribución y el número de consejeros regionales es la siguiente:
| Circunscripción                | Escaños | Mapa |
| ------------------------------ | ------- | ---- |
| Tacna                          | 4       |      |
| Jorge Basadre(+1) y Tarata(+1) | 2       |      |
| Candarave                      | 1       |      |

## Composición del Consejo Regional de Tacna
La siguiente tabla muestra la composición del Consejo Regional de Tacna antes de las elecciones.
| Partidos | Partidos                                    | Consejeros |
| -------- | ------------------------------------------- | ---------- |
|          | Vamos Perú                                  | 3          |
|          | Movimiento Cívico Peruano                   | 1          |
|          | Banderas Tacneñistas                        | 1          |
|          | Igualdad Nacional Cristiana Autónoma - INCA | 1          |
|          | Partido Humanista Peruano                   | 1          |

## Partidos y candidatos
A continuación se muestra una lista de los principales partidos y alianzas electorales que participaron en las elecciones:
| Candidatura | Candidatura | Partidos y alianzas                                         | Candidato | Candidato                  | Ideología                                                 | Resultado previo | Resultado previo | Ref.  |
| Candidatura | Candidatura | Partidos y alianzas                                         | Candidato | Candidato                  | Ideología                                                 | Votos (%)        | Con.             | Ref.  |
| ----------- | ----------- | ----------------------------------------------------------- | --------- | -------------------------- | --------------------------------------------------------- | ---------------- | ---------------- | ----- |
|             | VP          | Lista - Vamos Perú (VP)                                     |           | Ayde Peña Sandagorda       | Populismo Socialdemocracia                                | 17.87%           | 3                | [ 2 ] |
|             | BT          | Lista - Banderas Tacneñistas (BT)                           |           | Fernando Martorell Sobero  | Regionalismo tacneño                                      | 16.24%           | 0                | [ 2 ] |
|             | DD          | Lista - Democracia Directa (DD)                             |           | Héctor Maquera Chávez      | Socialismo Nacionalismo de izquierda Ecologismo           | 5.91%            | 0                | [ 2 ] |
|             | AP          | Lista - Acción Popular (AP)                                 |           | Wilfredo Sosa Arpasi       | Partido atrapalotodo                                      | 1.56%            | 0                | [ 2 ] |
|             | FA          | Lista - Frente Amplio (FA)                                  |           | Sabino Aguilar Aguilar     | Socialismo Ecologismo Descentralización                   | 0.57%            | 0                | [ 2 ] |
|             | UPP         | Lista - Unión por el Perú (UPP)                             |           | Carlos Carpio Mamani       | Etnocacerismo Nacionalismo de izquierda Ultranacionalismo | Nuevo            | Nuevo            | [ 2 ] |
|             | SU          | Lista - Siempre Unidos (SU)                                 |           | Luis Mamani Churacutipa    | Partido atrapalotodo                                      | Nuevo            | Nuevo            | [ 2 ] |
|             | TPP         | Lista - Todos por el Perú (TPP)                             |           | Mávilo Romero Torres       | Liberalismo Humanismo Progresismo                         | Nuevo            | Nuevo            | [ 2 ] |
|             | RN          | Lista - Restauración Nacional (RN)                          |           | Abel Bolaños Herencia      | Liberalismo económico Humanismo cristiano Evangelismo     | Nuevo            | Nuevo            | [ 2 ] |
|             | FP          | Lista - Fuerza Popular (FP)                                 |           | Juvenal Villanueva Delgado | Fujimorismo Conservadurismo social Populismo de derecha   | Nuevo            | Nuevo            | [ 2 ] |
|             | PN          | Lista - Perú Nación (PN)                                    |           | Bartolomé Carrillo Aquino  | Conservadurismo social Democracia cristiana               | Nuevo            | Nuevo            | [ 2 ] |
|             | AvP         | Lista - Avanza País (AvP)                                   |           | Luis Garland Zaibat        | Conservadurismo liberal Liberalismo clásico               | Nuevo            | Nuevo            | [ 2 ] |
|             | PP          | Lista - Podemos por el Progreso del Perú (PP)               |           | Mario Meléndez Condori     | Conservadurismo social Populismo Nacionalismo             | Nuevo            | Nuevo            | [ 2 ] |
|             | FT          | Lista - Movimiento Independiente Regional Fuerza Tacna (FT) |           | Luis Torres Robledo        | Regionalismo tacneño                                      | Nuevo            | Nuevo            | [ 2 ] |
|             | AUT         | Lista - Acción por la Unidad Tacna (AUT)                    |           | Juan Tonconi Quispe        | Regionalismo tacneño                                      | Nuevo            | Nuevo            | [ 2 ] |
|             | FET         | Lista - Frente Esperanza por Tacna (FET)                    |           | Marco Limachi Alanoca      | Regionalismo tacneño                                      | Nuevo            | Nuevo            | [ 2 ] |

## Sondeos de opinión
Las siguientes tablas enumeran las estimaciones de la intención de voto en orden cronológico inverso, mostrando las más recientes primero y utilizando las fechas en las que se realizó el trabajo de campo de la encuesta. Cuando se desconocen las fechas del trabajo de campo, se proporciona la fecha de publicación.
Leyenda:
     Sondeo realizado en el periodo de prohibición legal de la difusión de sondeos de intención de voto.

### Balotaje

#### Intención de voto
La siguiente tabla enumera las estimaciones ponderadas (sin incluir votos en blanco y nulos) de la intención de voto.
|                               |                |       |      |      |      |  |  |  |  |  |  |
| Elecciones regionales de 2018 | 9 dic 2018     | —     | 60.6 | 39.4 | 21.2 |  |  |  |  |  |  |
|                               |                |       |      |      |      |  |  |  |  |  |  |
| Cadena Radial Sur             | 9 dic 2018     | 20000 | 55.7 | 44.3 | 11.4 |  |  |  |  |  |  |
| iConnPerú                     | 9 dic 2018     | 10000 | 55.0 | 45.0 | 10.0 |  |  |  |  |  |  |
| ICAM                          | 1 dic 2018     | 900   | 58.8 | 41.2 | 17.6 |  |  |  |  |  |  |
| Cpemcep                       | 26 nov 2018    | ?     | 73.7 | 26.3 | 47.4 |  |  |  |  |  |  |
| iConn Perú                    | 16–18 nov 2018 | 1528  | 69.9 | 30.1 | 39.8 |  |  |  |  |  |  |

#### Preferencias de voto
La siguiente tabla enumera las preferencias de voto en bruto (incluyendo blancos, viciados y sin respuesta) y no ponderadas.
|                               |                |       |      |      |      |     |      |  |  |  |  |
| Elecciones regionales de 2018 | 9 dic 2018     | —     | 35.8 | 23.2 | 41.0 | –   | 12.6 |  |  |  |  |
|                               |                |       |      |      |      |     |      |  |  |  |  |
| Cadena Radial Sur             | 9 dic 2018     | 20000 | 29.0 | 23.1 | 47.9 | –   | 5.9  |  |  |  |  |
| iConnPerú                     | 9 dic 2018     | 10000 | 30.3 | 24.8 | 44.9 | –   | 5.5  |  |  |  |  |
| ICAM                          | 1 dic 2018     | 900   | 32.9 | 23.0 | 44.1 | –   | 9.9  |  |  |  |  |
| Cpemcep                       | 26 nov 2018    | ?     | 53.6 | 19.1 | 20.7 | 6.6 | 34.5 |  |  |  |  |
| iConn Perú                    | 16–18 nov 2018 | 1528  | 49.7 | 21.4 | 28.9 | –   | 28.3 |  |  |  |  |

### Primera vuelta

#### Intención de voto
La siguiente tabla enumera las estimaciones ponderadas (sin incluir votos en blanco y nulos) de la intención de voto.
| Encuestadora/Medio            | Fecha              | Muestra | Juan Tonconi | Luis Torres | Fernando Martorell | Marco Limachi | Luis Mamani | Abel Bolaños | Sabino Aguilar | Dif. |  |  |  |  |
| ----------------------------- | ------------------ | ------- | ------------ | ----------- | ------------------ | ------------- | ----------- | ------------ | -------------- | ---- |  |  |  |  |
| Encuestadora/Medio            | Fecha              | Muestra |              |             |                    |               |             |              |                |      |  |  |  |  |
| Elecciones regionales de 2018 | 7 oct 2018         | —       | 16.9         | 16.4        | 14.8               | 11.0          | 7.2         | 7.0          | 6.9            | 0.5  |  |  |  |  |
|                               |                    |         |              |             |                    |               |             |              |                |      |  |  |  |  |
| Ipsos Perú/América            | 7 oct 2018         | ?       | 16.9         | 16.5        | 14.7               | 10.5          | –           | –            | –              | 0.4  |  |  |  |  |
| Datum Internacional/Latina    | 7 oct 2018         | ?       | 16.9         | 15.9        | 14.1               | 10.0          | –           | –            | –              | 1.0  |  |  |  |  |
| Ipsos Perú/América            | 7 oct 2018         | ?       | 17.1         | 12.3        | 17.4               | 11.6          | –           | –            | –              | 0.3  |  |  |  |  |
| Datum Internacional/Latina    | 7 oct 2018         | ?       | 16.0         | 18.2        | 15.6               | 11.4          | 5.9         | 6.7          | 7.2            | 2.2  |  |  |  |  |
| Cadena Radial Sur             | 7 oct 2018         | 20000   | 20.7         | 16.5        | 16.6               | 12.0          | 7.1         | 5.7          | 6.6            | 4.1  |  |  |  |  |
| iConn Perú                    | 7 oct 2018         | 18000   | 17.9         | 15.2        | 14.9               | –             | –           | –            | –              | 2.7  |  |  |  |  |
| Tacneña de Opinión Pública    | 25–28 sep 2018     | 2025    | 13.5         | 25.7        | 17.1               | 16.2          | 7.8         | –            | 7.1            | 8.6  |  |  |  |  |
| Abba Consultores              | 22–27 sep 2018     | 1879    | 14.6         | 12.7        | 22.3               | 22.0          | –           | 6.3          | –              | 0.3  |  |  |  |  |
| Cpemcep                       | 26 sep 2018        | 1528    | 21.1         | 19.4        | 11.1               | 7.2           | –           | 6.8          | –              | 1.7  |  |  |  |  |
| Tacneña de Opinión Pública    | 9–16 sep 2018      | 1975    | 11.8         | 29.4        | 14.6               | 13.9          | 10.6        | –            | 7.6            | 14.8 |  |  |  |  |
| Abba Consultores              | 9–16 sep 2018      | 384     | 7.6          | 13.9        | 23.1               | 22.8          | –           | –            | –              | 0.3  |  |  |  |  |
| Astros Asesores y Consultores | 10–15 sep 2018     | 1527    | 11.7         | 29.1        | 14.1               | 13.4          | 8.4         | 3.1          | 3.4            | 15.0 |  |  |  |  |
| Cpemcep                       | 3–6 sep 2018       | 1528    | 19.4         | 19.8        | 11.6               | 5.3           | 9.1         | 5.6          | 5.0            | 0.4  |  |  |  |  |
| INTI                          | 15 jun–30 ago 2018 | 1534    | 10.6         | 12.2        | 17.8               | 13.3          | 9.0         | –            | –              | 4.5  |  |  |  |  |
| Abba Consultores              | 19–24 ago 2018     | 384     | 8.3          | 18.3        | 22.4               | 20.2          | –           | –            | –              | 2.2  |  |  |  |  |
| Tacneña de Opinión Pública    | 29 jul–2 ago 2018  | 1950    | 5.9          | 34.5        | 13.0               | 12.3          | 2.3         | 1.3          | 6.7            | 21.5 |  |  |  |  |
| iConn Perú                    | 29–30 jul 2018     | 1527    | 12.5         | 16.2        | 13.8               | 5.5           | 9.2         | 5.9          | 6.1            | 2.4  |  |  |  |  |
| CIT Asesores y Consultores    | 27–29 jul 2018     | 2000    | 8.1          | 20.3        | 11.9               | 12.2          | 3.7         | –            | 6.8            | 8.1  |  |  |  |  |
| Astros Asesores y Consultores | 13–19 jul 2018     | 1950    | 3.5          | 43.4        | 20.3               | 5.6           | 2.7         | 2.0          | 2.2            | 23.1 |  |  |  |  |
| Tacneña de Opinión Pública    | 11–15 jun 2018     | 1875    | 4.4          | 35.4        | 16.9               | 10.3          | 3.0         | –            | 8.7            | 18.5 |  |  |  |  |
| Astros Asesores y Consultores | 10–13 abr 2018     | 1850    | 3.1          | 30.4        | 14.9               | 8.8           | 3.5         | –            | 3.6            | 15.5 |  |  |  |  |
| iConn Perú/Decisión           | 8–10 abr 2018      | 1528    | 13.3         | 16.6        | 14.2               | –             | 4.9         | –            | 6.2            | 2.4  |  |  |  |  |
| Tacneña de Opinión Pública    | 12–17 feb 2018     | 1753    | 3.2          | 36.2        | 18.6               | 0.1           | 2.4         | –            | 9.2            | 17.6 |  |  |  |  |

#### Preferencias de voto
La siguiente tabla enumera las preferencias de voto en bruto (incluyendo blancos, viciados y sin respuesta) y no ponderadas.
| Encuestadora/Medio            | Fecha              | Muestra | Juan Tonconi | Luis Torres | Fernando Martorell | Marco Limachi | Luis Mamani | Abel Bolaños | Sabino Aguilar | B/V  | NS/NO | Dif. |  |  |  |
| ----------------------------- | ------------------ | ------- | ------------ | ----------- | ------------------ | ------------- | ----------- | ------------ | -------------- | ---- | ----- | ---- |  |  |  |
| Encuestadora/Medio            | Fecha              | Muestra |              |             |                    |               |             |              |                |      |       |      |  |  |  |
| Elecciones regionales de 2018 | 7 oct 2018         | —       | 13.0         | 12.6        | 11.4               | 8.5           | 5.6         | 5.4          | 5.3            | 22.9 | –     | 0.4  |  |  |  |
|                               |                    |         |              |             |                    |               |             |              |                |      |       |      |  |  |  |
| Cadena Radial Sur             | 7 oct 2018         | 20000   | 18.4         | 14.7        | 14.8               | 10.7          | 6.3         | 5.1          | 5.9            | 11.1 | –     | 3.6  |  |  |  |
| Tacneña de Opinión Pública    | 25–28 sep 2018     | 2025    | 11.8         | 22.4        | 14.9               | 14.1          | 6.8         | –            | 6.2            | 12.8 | –     | 7.5  |  |  |  |
| Abba Consultores              | 22–27 sep 2018     | 1879    | 10.2         | 8.9         | 15.6               | 15.4          | –           | 4.4          | –              | –    | 29.9  | 0.2  |  |  |  |
| Cpemcep                       | 26 sep 2018        | 1528    | 17.8         | 16.4        | 9.4                | 6.1           | –           | 5.7          | –              | –    | 15.6  | 1.4  |  |  |  |
| Tacneña de Opinión Pública    | 9–16 sep 2018      | 1975    | 9.8          | 24.4        | 12.1               | 11.5          | 8.8         | –            | 6.3            | 17.1 | –     | 12.3 |  |  |  |
| Abba Consultores              | 9–16 sep 2018      | 384     | 4.7          | 8.6         | 14.3               | 14.1          | –           | –            | –              | –    | 38.2  | 0.2  |  |  |  |
| Astros Asesores y Consultores | 10–15 sep 2018     | 1527    | 9.4          | 23.3        | 11.3               | 10.7          | 6.7         | 2.5          | 2.7            | 19.9 | –     | 12.0 |  |  |  |
| Cpemcep                       | 3–6 sep 2018       | 1528    | 16.4         | 16.7        | 9.8                | 4.5           | 7.7         | 4.7          | 4.2            | –    | 15.6  | 0.3  |  |  |  |
| INTI                          | 15 jun–30 ago 2018 | 1534    | 10.3         | 11.8        | 17.2               | 12.9          | 8.7         | –            | –              | –    | 3.2   | 4.3  |  |  |  |
| Abba Consultores              | 19–24 ago 2018     | 384     | 5.4          | 11.9        | 14.6               | 13.2          | –           | –            | –              | –    | 34.8  | 0.6  |  |  |  |
| Tacneña de Opinión Pública    | 29 jul–2 ago 2018  | 1950    | 4.7          | 27.4        | 10.3               | 9.8           | 1.8         | 1.0          | 5.3            | –    | 20.5  | 17.1 |  |  |  |
| iConn Perú                    | 29–30 jul 2018     | 1527    | 8.9          | 11.5        | 9.8                | 3.9           | 6.5         | 4.2          | 4.3            | 29.0 | –     | 1.7  |  |  |  |
| CIT Asesores y Consultores    | 27–29 jul 2018     | 2000    | 6.9          | 17.2        | 10.1               | 10.3          | 3.1         | –            | 5.8            | –    | 15.3  | 6.9  |  |  |  |
| Astros Asesores y Consultores | 13–19 jul 2018     | 1950    | 2.1          | 25.7        | 12.0               | 3.3           | 1.6         | 1.2          | 1.3            | 14.7 | 26.1  | 13.7 |  |  |  |
| Tacneña de Opinión Pública    | 11–15 jun 2018     | 1875    | 3.1          | 25.1        | 12.0               | 7.3           | 2.1         | –            | 6.2            | –    | 29.1  | 13.1 |  |  |  |
| Astros Asesores y Consultores | 10–13 abr 2018     | 1850    | 2.3          | 22.7        | 11.1               | 6.6           | 2.6         | –            | 2.7            | –    | 25.3  | 11.6 |  |  |  |
| iConn Perú/Decisión           | 8–10 abr 2018      | 1528    | 7.3          | 9.1         | 7.8                | –             | 2.7         | –            | 3.4            | 3.2  | 41.9  | 1.3  |  |  |  |
| Tacneña de Opinión Pública    | 12–17 feb 2018     | 1753    | 2.2          | 24.5        | 12.6               | 0.1           | 1.6         | –            | 6.2            | –    | 32.3  | 11.9 |  |  |  |
| Tacneña de Opinión Pública    | 4–7 ene 2018       | 1550    | 3.8          | 18.5        | 9.1                | –             | 2.3         | –            | 4.9            | –    | 28.7  | 9.4  |  |  |  |
| Tacneña de Opinión Pública    | 14–15 nov 2017     | 1460    | 3.1          | 16.0        | 10.9               | –             | 2.2         | –            | 3.9            | –    | 40.2  | 5.1  |  |  |  |
| Astros Asesores y Consultores | 11–15 sep 2017     | 2385    | 2.1          | 18.8        | 10.3               | –             | 4.1         | –            | –              | –    | 35.9  | 8.5  |  |  |  |
| Astros Asesores y Consultores | 5–8 mar 2017       | 1648    | –            | 18.6        | 7.7                | –             | –           | –            | –              | –    | 46.9  | 10.9 |  |  |  |

## Resultados

### Gobierno Regional de Tacna
| Candidatos           | Candidatos                 | Partidos y coaliciones                              | Primera vuelta 7 oct 2018 | Primera vuelta 7 oct 2018 | Balotaje 9 dic 2018 | Balotaje 9 dic 2018 |  |
| Candidatos           | Candidatos                 | Partidos y coaliciones                              | Votos                     | %                         | Votos               | %                   |  |
| -------------------- | -------------------------- | --------------------------------------------------- | ------------------------- | ------------------------- | ------------------- | ------------------- |  |
|                      | Juan Tonconi Quispe        | Acción por la Unidad Tacna (AUT)                    | 29,438                    | 16.91                     | 77,957              | 60.65               |  |
|                      | Luis Torres Robledo        | Movimiento Independiente Regional Fuerza Tacna (FT) | 28,576                    | 16.42                     | 50,585              | 39.35               |  |
|                      | Fernando Martorell Sobero  | Banderas Tacneñistas (BT)                           | 25,733                    | 14.78                     |                     |                     |  |
|                      | Marco Limachi Alanoca      | Frente Esperanza por Tacna (FE)                     | 19,198                    | 11.03                     |                     |                     |  |
|                      | Luis Mamani Churacutipa    | Siempre Unidos (SU)                                 | 12,617                    | 7.25                      |                     |                     |  |
|                      | Abel Bolaños Herencia      | Restauración Nacional (RN)                          | 12,277                    | 7.05                      |                     |                     |  |
|                      | Sabino Aguilar Aguilar     | Frente Amplio (FA)                                  | 12,080                    | 6.94                      |                     |                     |  |
|                      | Mávilo Romero Torres       | Todos por el Perú (TPP)                             | 6,925                     | 3.98                      |                     |                     |  |
|                      | Héctor Maquera Chávez      | Democracia Directa (DD)                             | 6,797                     | 3.90                      |                     |                     |  |
|                      | Ayde Peña Sandagorda       | Vamos Perú (VP)                                     | 5,468                     | 3.14                      |                     |                     |  |
|                      | Mario Meléndez Condori     | Podemos por el Progreso del Perú (PP)               | 4,332                     | 2.49                      |                     |                     |  |
|                      | Luis Garland Zaibat        | Avanza País (AvP)                                   | 3,166                     | 1.82                      |                     |                     |  |
|                      | Wilfredo Sosa Arpasi       | Acción Popular (AP)                                 | 3,017                     | 1.73                      |                     |                     |  |
|                      | Bartolomé Carrillo Aquino  | Perú Nación (PN)                                    | 1,890                     | 1.09                      |                     |                     |  |
|                      | Juvenal Villanueva Delgado | Fuerza Popular (FP)                                 | 1,389                     | 0.80                      |                     |                     |  |
|                      | Carlos Carpio Mamani       | Unión por el Perú (UPP)                             | 1,174                     | 0.67                      |                     |                     |  |
|                      |                            |                                                     |                           |                           |                     |                     |  |
| Total                | Total                      | Total                                               | 174,077                   |                           | 128,542             |                     |  |
|                      |                            |                                                     |                           |                           |                     |                     |  |
| Votos válidos        | Votos válidos              | Votos válidos                                       | 174,077                   | 77.06                     | 128,542             | 59.00               |  |
| Votos en blanco      | Votos en blanco            | Votos en blanco                                     | 22,681                    | 10.04                     | 9,868               | 4.53                |  |
| Votos nulos          | Votos nulos                | Votos nulos                                         | 29,151                    | 12.90                     | 79,447              | 36.47               |  |
| Votos emitidos       | Votos emitidos             | Votos emitidos                                      | 225,909                   | 83.76                     | 217,857             | 80.77               |  |
| Abstenciones         | Abstenciones               | Abstenciones                                        | 43,805                    | 16.24                     | 51,857              | 19.23               |  |
| Votantes registrados | Votantes registrados       | Votantes registrados                                | 269,714                   |                           | 269,714             |                     |  |
|                      |                            |                                                     |                           |                           |                     |                     |  |
| Fuente:              |                            |                                                     |                           |                           |                     |                     |  |

### Consejo Regional de Tacna
|                        |                                                     |              |              |              |         |         |  |
| Partidos y coaliciones | Partidos y coaliciones                              | Voto popular | Voto popular | Voto popular | Escaños | Escaños |  |
| Partidos y coaliciones | Partidos y coaliciones                              | Votos        | %            | ±pp          | Total   | +/−     |  |
|                        | Acción por la Unidad Tacna (AUT)                    | 22,842       | 15.20        | Nuevo        | 1       | +1      |  |
|                        | Movimiento Independiente Regional Fuerza Tacna (FT) | 20,194       | 13.44        | Nuevo        | 3       | +3      |  |
|                        | Banderas Tacneñistas (BT)                           | 17,275       | 11.49        | Nuevo        | 2       | +1      |  |
|                        | Frente Esperanza por Tacna (FE)                     | 14,867       | 9.89         | Nuevo        | 2       | +2      |  |
|                        | Frente Amplio (FA)                                  | 12,127       | 8.07         | +7.10        | 0       | ±0      |  |
|                        | Siempre Unidos (SU)                                 | 11,598       | 7.72         | Nuevo        | 0       | ±0      |  |
|                        | Restauración Nacional (RN)                          | 10,641       | 7.08         | n/a          | 0       | ±0      |  |
|                        | Democracia Directa (DD)                             | 7,247        | 4.82         | –3.88        | 0       | ±0      |  |
|                        | Todos por el Perú (TPP)                             | 7,016        | 4.67         | Nuevo        | 0       | ±0      |  |
|                        | Vamos Perú (VP)                                     | 6,389        | 4.25         | –7.57        | 0       | –3      |  |
|                        | Alianza para el Progreso (APP)                      | 5,467        | 3.64         | –0.39        | 1       | +1      |  |
|                        | Acción Popular (AP)                                 | 3,811        | 2.54         | –0.22        | 0       | ±0      |  |
|                        | Avanza País (AvP)                                   | 3,684        | 2.45         | Nuevo        | 0       | ±0      |  |
|                        | Podemos por el Progreso del Perú (PP)               | 2,904        | 1.93         | Nuevo        | 0       | ±0      |  |
|                        | Perú Nación (PN)                                    | 1,722        | 1.15         | Nuevo        | 0       | ±0      |  |
|                        | Fuerza Popular (FP)                                 | 1,356        | 0.90         | Nuevo        | 0       | ±0      |  |
|                        | Unión por el Perú (UPP)                             | 1,148        | 0.76         | Nuevo        | 0       | ±0      |  |
|                        |                                                     |              |              |              |         |         |  |
| Total                  | Total                                               | 150,288      |              |              | 9       | +2      |  |
|                        |                                                     |              |              |              |         |         |  |
| Votos válidos          | Votos válidos                                       | 150,288      | 66.53        | –5.29        |         |         |  |
| Votos en blanco        | Votos en blanco                                     | 46,428       | 20.55        | –0.97        |         |         |  |
| Votos nulos            | Votos nulos                                         | 29,193       | 12.92        | +6.26        |         |         |  |
| Votos emitidos         | Votos emitidos                                      | 225,909      | 83.76        | –2.72        |         |         |  |
| Abstenciones           | Abstenciones                                        | 43,805       | 16.24        | +2.72        |         |         |  |
| Votantes registrados   | Votantes registrados                                | 269,714      |              |              |         |         |  |
|                        |                                                     |              |              |              |         |         |  |
| Fuente:                |                                                     |              |              |              |         |         |  |

#### Resultados por provincia
| Provincia     | AUT       | AUT | FT   | FT | BT   | BT   | FE   | FE  | FA   | FA  | SU  | SU   | RN  | RN   | DD  | DD  | TPP | TPP | VP   | VP  | APP  | APP |   |
| Provincia     | %         | E   | %    | E  | %    | E    | %    | E   | %    | E   | %   | E    | %   | E    | %   | E   | %   | E   | %    | E   | %    | E   |   |
| ------------- | --------- | --- | ---- | -- | ---- | ---- | ---- | --- | ---- | --- | --- | ---- | --- | ---- | --- | --- | --- | --- | ---- | --- | ---- | --- | - |
| Provincia     | Candarave | 6.4 | –    |    |      | 28.0 | 1    | 6.1 | –    | 5.1 | –   | 21.1 | –   | 13.6 | –   | 1.3 | –   | 0.7 | –    | 6.0 | –    | 2.9 | – |
| Jorge Basadre | 7.7       | –   | 16.9 | 1  | 5.9  | –    | 9.9  | –   | 1.6  | –   | 8.8 | –    | 1.7 | –    | 1.1 | –   | 1.7 | –   | 16.5 | –   | 20.3 | 1   |   |
| Tacna         | 16.1      | 1   | 13.1 | 1  | 11.4 | 1    | 9.6  | 1   | 8.4  | –   | 7.4 | –    | 7.3 | –    | 5.2 | –   | 5.0 | –   | 3.7  | –   | 2.7  | –   |   |
| Tarata        | 7.2       | –   | 30.4 | 1  | 6.6  | –    | 20.9 | 1   | 11.3 | –   | 3.6 | –    | 1.6 | –    | 1.5 | –   | 2.8 | –   | 0.8  | –   | 8.3  | –   |   |
| Total         | 15.2      | 1   | 13.4 | 3  | 11.5 | 2    | 9.9  | 2   | 8.1  | –   | 7.7 | –    | 7.1 | –    | 4.8 | –   | 4.7 | –   | 4.3  | –   | 3.6  | 1   |   |

### Autoridades electas
| Cargo                                           | Autoridad electa | Autoridad electa           | Partido político | Partido político                               |
| ----------------------------------------------- | ---------------- | -------------------------- | ---------------- | ---------------------------------------------- |
| Gobernador Regional de Tacna                    |                  | Juan Tonconi Quispe        |                  | Acción por la Unidad Tacna                     |
| Vicegobernadora Regional de Tacna               |                  | Magda Portugal Copaja      |                  | Acción por la Unidad Tacna                     |
| Consejero Regional de Tacna (por Candarave)     |                  | Mario Copa Conde           |                  | Banderas Tacneñistas                           |
| Consejero Regional de Tacna (por Jorge Basadre) |                  | Edilberto Parihuana Mamani |                  | Alianza para el Progreso                       |
| Consejero Regional de Tacna (por Jorge Basadre) |                  | José Málaga Cutipe         |                  | Movimiento Independiente Regional Fuerza Tacna |
| Consejero Regional de Tacna (por Tacna)         |                  | Alberto García Lévano      |                  | Acción por la Unidad Tacna                     |
| Consejera Regional de Tacna (por Tacna)         |                  | Dany Salas Ríos            |                  | Movimiento Independiente Regional Fuerza Tacna |
| Consejera Regional de Tacna (por Tacna)         |                  | Luz Huancapaza Cora        |                  | Banderas Tacneñistas                           |
| Consejero Regional de Tacna (por Tacna)         |                  | Jesús Chambi Flores        |                  | Frente Esperanza por Tacna                     |
| Consejero Regional de Tacna (por Tarata)        |                  | Iván Copaja Aguilar        |                  | Movimiento Independiente Regional Fuerza Tacna |
| Consejero Regional de Tacna (por Tarata)        |                  | Arnold Condori Cutipa      |                  | Frente Esperanza por Tacna                     |